# PT-Magazin
Das PT-Magazin ist eine deutsche Zeitschrift für Wirtschaft und Gesellschaft.

## Geschichte
Das PT-Magazin entstand 2005 aus einem regionalen Vorgängerblatt und wird von der OPS Netzwerk GmbH als offizielles Magazin des Wettbewerbs „Großer Preis des Mittelstandes“ mit einer ivw-geprüften Auflage von 40.000 Stück verlegt und vertrieben. Die Printausgabe des Magazins erscheint sechsmal im Jahr. Chefredakteur ist Helfried Schmidt, der auch dem Vorstand der Oskar-Patzelt-Stiftung angehört. Das gedruckte Magazin wird durch die Präsenzen in sozialen Medien sowie eine Online-Ausgabe ergänzt. Namensgeberin ist Petra Tröger, die das Medium gemeinsam mit Helfried Schmidt entwickelt hat.

## Inhalte
Das PT-Magazin gliedert sich in vier Ressorts. „Gesellschaft“ behandelt Themen aus Politik, Finanzwesen, Gesellschaft, Ökonomie, politische und soziale Thematiken aus dem In- und Ausland, der Eurozone sowie den Arbeits- und Lebenswelten mittelständischer Unternehmer. „Oskar-Patzelt-Stiftung“ widmet sich dezidiert dem von der Oskar-Patzelt-Stiftung initiierten und durchgeführten Wettbewerb „Großer Preis des Mittelstandes“ sowie zukünftigen und bereits ausgezeichneten Preisträgern. Auch der Magazintitel rekurriert auf diese Funktion als offizielles P(reis)-T(räger)-Magazin. Das Ressort „Wirtschaft“ greift unternehmerische Themen wie Personal, Fachkräfte, Forschung- und Entwicklung, Finanzierung, Produktion, Märkte- und Markterschließung auf. „Regional“ widmet sich wiederum den Entwicklungen in den regionalen Wirtschaftsräumen der zwölf Wettbewerbsregionen im „Großen Preis des Mittelstandes“.